# Нові горизонти (кінофестиваль)
Міжнародний кінофестиваль «Нові горизонти» (раніше: Era New Horizons ; pl : Nowe Horyzonty) — щорічний міжнародний кінофестиваль, що проводиться в польському місті Вроцлав.
Уперше відбувся у 2001 році. У 2008 році акредитований Міжнародною федерацією асоціацій кінопродюсерів FIAPF. На фестивалі представлені фільми переважно у жанрі артгауз. Є одним з найбільших кінофестивалів у Польщі.

## Історія фестивалю
Вперше був організований в Саноці, потім місце проведення перенесено до Цешина, де він проводився чотири рази між 2002 і 2005 роками. З 2006 року захід проходить у Вроцлаві . Серед гостей фестивалю були Тео Ангелопулоса, Шарунаса Бартаса, Леоса Каракса, Ніка Кейва, братів Дарденни, Лава Діаза, Бруно Дюмонта, Асгара Фархаді, Кіра Фріша, Террі Гілліам, Амос Гітай, Пітер Грінуей, Хел Хартлі, Агнешка Холланд, Наомі Кавасе, Абделлатіф Кечіче, Кім Кі-дук, Андрій Кончаловський, Себастьян Леліо, Лу Є, Душан Макавєєв, Цай Мінгліанг, Нанні Моретті, Крістіан Мунгіу Ульріке Оттінгер, Карлос Саура, Бела Тарр, Пітер Черкаський, Агнес Варда, Анджей Вайда, Вінсент Уорд та Анджей Жулавський .
У 2016 році, коли Вроцлав носив титул Європейської столиці культури, фестиваль включав події, пов'язані з цією подією (зокрема спеціальну секцію «Майстри європейського кіно»).

## Переможці міжнародного конкурсу «Нові горизонти»

### Гран-прі
Гран-прі є головною нагородою фестивалю. На початку Гран-прі фестивалю було нагородою глядачів, але з 2009 року його присуджує Міжнародне журі.
| Рік  | Назва                                  | Режисер                               | Країна походження | примітки                                                       |
| ---- | -------------------------------------- | ------------------------------------- | ----------------- | -------------------------------------------------------------- |
| 2002 | Paradox Lake                           | Przemysław Reut                       | /                 | обраний глядачами                                              |
| 2003 | Dolls                                  | Takeshi Kitano                        | Японія            | обраний глядачами                                              |
| 2004 | A Common Thread (Brodeuses)            | Éléonore Faucher                      | Франція           | обраний глядачами                                              |
| 2005 | Tarnation                              | Jonathan Caouette                     | США               | обраний глядачами                                              |
| 2006 | The Sacred Family (La sagrada familia) | Sebastián Lelio (as Sebastián Campos) | Чилі              | обраний глядачами                                              |
| 2007 | Potosi, le temps du voyage             | Ron Havilio                           | /                 | обраний глядачами                                              |
| 2008 | Rain of the Children                   | Vincent Ward                          | Нова Зеландія     | обраний глядачами                                              |
| 2009 | Hunger                                 | Steve McQueen                         | /                 | Перший переможець обраний міжнародним журі                     |
| 2010 | Mundane History                        | Anocha Suwichakornpong                | Таїланд           |                                                                |
| 2011 | Attenberg                              | Athina Rachel Tsangari                | Греція            |                                                                |
| 2012 | Thursday Till Sunday                   | Dominga Sotomayor Castillo            | /                 |                                                                |
| 2013 | Celestial Wives of the Meadow Mari     | Aleksei Fedorchenko                   | Росія             |                                                                |
| 2014 | White Shadow                           | Noaz Deshe                            | /                 |                                                                |
| 2015 | Lucifer                                | Gust Van den Berghe                   | Бельгія           |                                                                |
| 2016 | In the Last Days of the City           | Tamer El Said                         | /                 |                                                                |
| 2017 | Western                                | Valeska Grisebach                     | /                 |                                                                |
| 2018 | Holiday                                | Isabella Eklöf                        | /                 |                                                                |
| 2019 | Bait                                   | Mark Jenkin                           | Велика Британія   |                                                                |
| 2020 | The Metamorphosis of Birds             | Catarina Vasconcelos                  | Португалія        | захід проходив в онлайн форматі у зв'язку з пандемією COVID-19 |